# Асан (Південна Корея)
Аса́н (кор. 아산시, 牙山市, Asan-si, Asan-si) — місто в південнокорейській провінції Південна Чхунчхон.

## Історія
За часів корейських протодержав Самхан територія, де розташовано сучасне місто Асан, належала племінному союзу Йомрогук. Пізніше, за доби Пекче, там був повіт Тханджон. Після об'єднання Корейського півострова під владою держави, відомої як Об'єднане Сілла, статус Тханджону змінився з кун на чу, а потім, за Корьо, там з'явилось одразу кілька населених пунктів: Онсу, Інджу та Сінчхан. Назва «Асан» вперше з'явилась набагато пізніше, вже за часів держави Чосон — тоді територію було розділено на Онян, Асан і Сінчхан. До кінця XIX століття Асан був невеликим повітовим містечком, що не мало укріплень. Населення повіту в основному займалось землеробством. Значну частину міського населення складали янбан.
1894 року в Асані розміщувались китайські війська генералів Є Чжичао та Не Шичена, відряджених до Кореї для надання допомоги корейському уряду в придушенні повстання тонхаків.
Асан отримав статус повіту (кун) 1 березня 1914 року, а 1995 року, після об'єднання Асана з Оняном, було утворено місто Асан.

## Географія
Асан розташовано в північній частині провінції Південна Чхунчхон. На сході місто межує з Чхонаном, на півдні — з Конджу, на заході — з Єсаном і на півночі — з Пхьонтхеком (провінція Кьонгі). Ландшафт південної частини міста утворений відносно високими горами, такими як Очхісан. Північна частина більш рівнинна, ландшафт — переважно пагорби. Містом протікає річка Коккьочхон, що починається у східній гористій частині міста й тече на захід, утворюючи широку долину між горами Квандоксан на півдні та Йонінсан на півночі.
Клімат міста, як і всього регіону, можна характеризувати як мусонний. Найхолодніший місяць — грудень (середня температура −4,6 ℃), найтепліший — липень (середня температура 25,2 ℃). Середньорічна кількість опадів — 1300 мм (найбільша частина опадів випадає в період дощів з червня до вересня).

## Економіка
Асан — великий промисловий центр. Там розташовано 14 промислових комплексів, що виробляють автозапчастини, електронні компоненти тощо. Практично всі провідні промислові компанії Південної Кореї, такі як Hyundai Motor Company і Samsung Electronics є резидентами тих промислових комплексів.

## Культура
В Асані розташовані низка закладів культури, зокрема, кілька бібліотек, виставкових галерей, а також будинок культури.
Також у місті від 1961 проводиться щорічний фестиваль Лі Сунсіна 28 квітня (його день народження). В програмі фестивалю костюмована хода, конкурси самодіяльності, виставки народної творчості.
Історична культурна спадщина Асана пов'язана передусім з династією Чосон. Зокрема, там зберігаються військові щоденники Лі Сунсіна, що входять до списку Національних скарбів Кореї.

## Туризм і пам'ятки
Історичні пам'ятки:
- Конфуціанський храм Хьончхонса (XVIII століття)[9]
- Буддійські храми Понгокса, Сесімса й Інчхвіса[10]
- Гробниця воєначальника Лі Сунсіна

Природні:
- Штучне озеро Асанхо[11]
- Гарячі джерела Оняна[12]

## Символи
Як і інші міста в Південній Кореї, Асан має кілька символів:
- дерево: гінкго — символізує стійкість духу та вміння опиратись труднощам
- птах: голуб — символізує міцний союз жителів міста та їх прагнення бути завжди разом
- квітка: магнолія — символізує весняне відродження
- маскот: хлопчик Поламі, втілює сміливість і творчу натуру жителів міста

## Відомі уродженці
- Юн Бо Сон — президент Південної Кореї